# 克勒格布爾印度理工學院

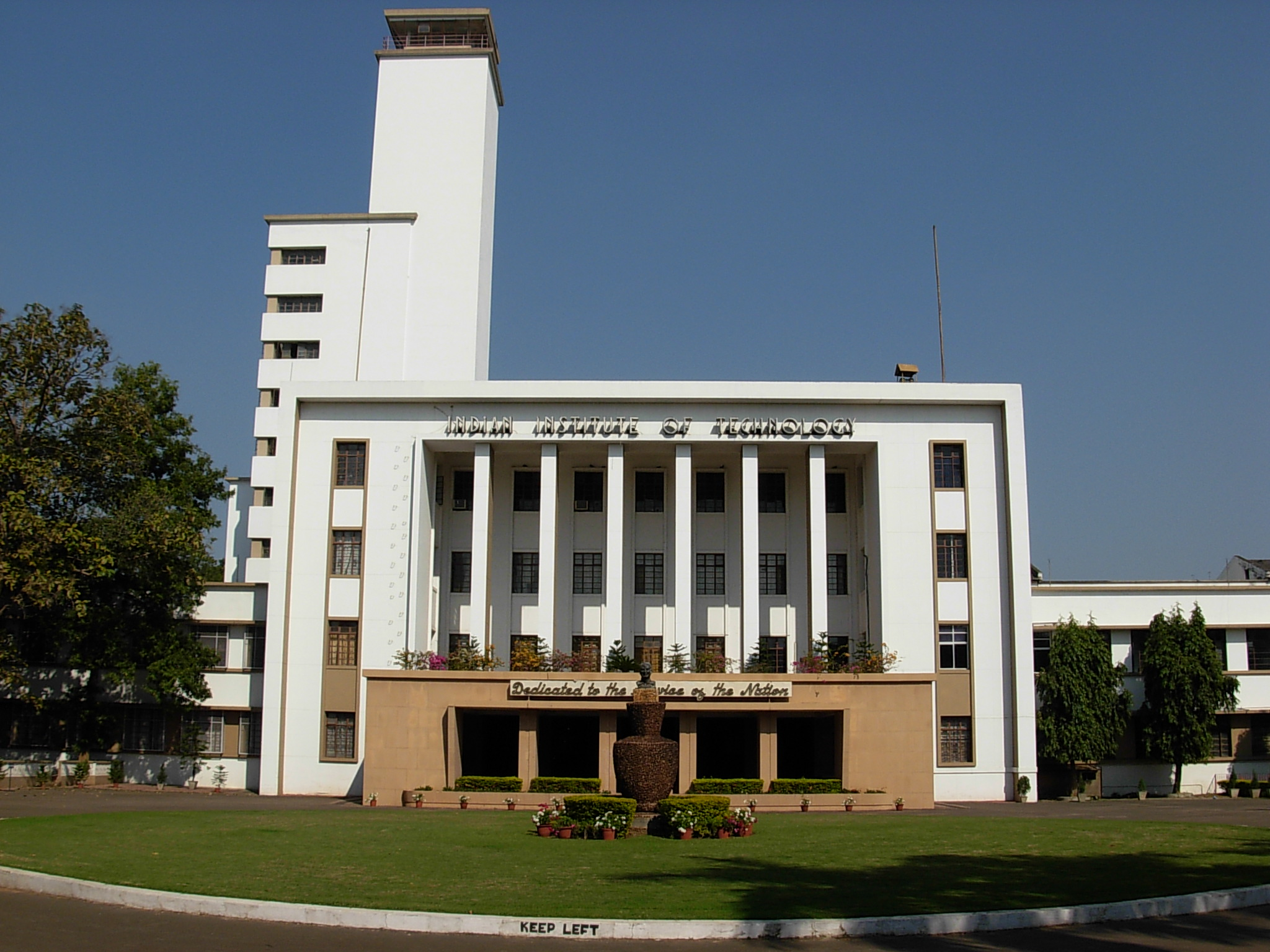
學院主樓

克勒格布爾印度理工學院（英語：Indian Institute of Technology Kharagpur）是印度一家公立工學院，位於西孟加拉邦克勒格布爾。學院是印度理工學院所建立的第一所分校。互联网公司谷歌首席执行官兼董事长孙达尔·皮柴为该学校校友。
22°19′11″N 87°18′36″E / 22.3197°N 87.31°E